# Kržava (rivière)
Pour l’article homonyme, voir Kržava.
La Kržava (en serbe cyrillique : Кржава) est une rivière de Serbie. Elle fait partie du bassin versant de la mer Noire.
La Kržava traverse la région de Rađevina, au nord-ouest de la Serbie centrale. À la hauteur de Krupanj, elle rejoint les rivières Čađavica et Bogoštica, pour former avec elles la Likodra, qui elle-même se jette plus loin dans le Jadar.